# 1831
1831 (MDCCCXXXI) var ett normalår som började en lördag i den gregorianska kalendern och ett normalår som började en torsdag i den julianska kalendern.

## Händelser

### Februari
- 2 februari – Sedan Pius VIII har avlidit året innan väljs Bartolommeo Alberto Cappellari till påve och tar namnet Gregorius XVI.
- 3 februari – Kungariket Belgien utropas.[1]
- 10 februari –  Den liberala morgontidningen Vestmanlands Läns Tidning börjar utges i Sverige.[2]

### Mars

Franska främlingslegionen

- 10 mars – Ludvig Filip I av Frankrike grundar franska främlingslegionen.

### April
- 7 april – Peter I av Brasilien abdikerar.
- 12 april – Broughton Suspension Bridge över floden Irwell i England kollapsar när soldater marscherar över den.[3]
- 18 april – University of Alabama grundas.
- April – Skånska Privatbanken, Sveriges äldsta enskilda bank, startar sin verksamhet i Ystad.

### Juni
- 4 juni – Leopold I blir kung av Belgien.[1]
- 30 juni – Det svenska Dykeri- och Bergningskompaniets ensamrätt att dyka och bärga föremål från havsbotten upphör.

### Juli
- Juli – De första hästkapplöpningarna i Sverige anordnas av Patriotiska föreningen för Sveriges hästkultur på Ladugårdsgärdet i Stockholm, i kungens närvaro.[4]
- 19 juli – Jönköping, Sverige drabbas av översvämning.[5]

### November
- 7 november – Slavhandel förbjuds i Brasilien.
- 19 november – Republiken Colombia i Sydamerika skrotas och ersätts av Nya Granada, Ecuador och Venezuela.

### December
- 28 december – USS Lexington under Silas Duncans ledning förstör Puerto de Soledad och förklarar Falklandsöarna "fria från allt styre".[6]

### Okänt datum
- Kapten Silas Duncan ombord på USS Lexington undersöker beslagtagandet av tre amerikanska segelfartyg vid Falklandsöarna och försöker skydda amerikanska intressen.[7]
- Den första nykterhetsföreningen i Sverige grundas av Samuel Owen.
- Carl af Forsell ger ut Statistik över Sverige, det första statistiska arbetet som ger en samlad bild av Sverige.
- I södra Sverige öppnas, både i postens och i privat regi, diligenstrafik med bestämda linjer och priser.
- Sveriges första saluhall anläggs i Karlskrona.

## Födda

### Första kvartalet

#### Januari
- 4 januari – Bainbridge Wadleigh, amerikansk republikansk politiker, senator 1873–1879. (död 1891)
- 11 januari – Kyrillos V av Alexandria, koptisk-ortodox påve och patriark av Alexandria från 1874 till 1927. (död 1927)
- 14 januari
  - Georg Viktor av Waldeck-Pyrmont, regerande furste av Waldeck-Pyrmont 1845–1893. (död 1893)
  - William D. Washburn, amerikansk republikansk politiker och affärsman. (död 1912)

#### Februari
- 17 februari – Niklas Biesèrt, svensk bruksägare och riksdagsman. (död 1913)

#### Mars
- 3 mars
  - Daniel Gould Fowle, amerikansk demokratisk politiker och jurist, guvernör i North Carolina 1889–1891. (död 1891)
  - George Pullman, amerikansk industrialist och ingenjör. (död 1897)
- 15 mars – Edward A. Perry, amerikansk demokratisk politiker, general och jurist, guvernör i Florida 1885–1889. (död 1889)
- 16 mars – Elise Hwasser, svensk skådespelare. (död 1894)
- 26 mars – Albert Schultz-Lupitz, tysk agronom. (död 1899)

### Andra kvartalet

#### April
- 4 april – Edward C. Walthall, amerikansk general och politiker, senator 1885–1894 och 1895–1898. (död 1898)
- 12 april – Grenville M. Dodge, amerikansk general för nordstaterna, järnvägsingenjör, affärsman och republikansk politiker. (död 1916)

#### Maj
- 16 maj – Daniel Manning, amerikansk demokratisk politiker, USA:s finansminister 1885–1887. (död 1887)

#### Juni
- 1 juni – Redfield Proctor, amerikansk republikansk politiker. (död 1908)
- 9 juni – Christian Ahlgren, svensk jurist. (död 1908)
- 13 juni – James Clerk Maxwell, brittisk matematiker och fysiker. (död 1879)
- 21 juni – Lucien Lester Ainsworth, amerikansk demokratisk politiker. (död 1902)

### Tredje kvartalet

#### Juli
- 8 juli – John Pemberton, amerikansk apotekare som låg bakom Coca-Cola. (död 1888)
- 15 juli – Thomas Michael Holt, amerikansk industrialist och politiker, guvernör i North Carolina 1891–1893. (död 1896)
- 17 juli – Xianfeng, den sjunde Qing-kejsaren av Kina. (död 1861)
- 22 juli – Komei, japansk kejsare 1846–1867. (död 1867)

#### Augusti
- 9 augusti – Axel Krook, svensk publicist och författare. (död 1893)
- 15 augusti – Mária Lebstück, ungersk husarofficer. (död 1892)
- 24 augusti – August, svensk och norsk prins, yngste son till blivande Oscar I och Josefina av Leuchtenberg. (död 1873)

#### September
- 3 september – Henry L. Mitchell, amerikansk demokratisk politiker och jurist, guvernör i Florida 1893–1897. (död 1903)
- 10 september – William A. Peffer, amerikansk politiker, senator 1891–1897. (död 1912)

### Fjärde kvartalet

#### Oktober
- 12 oktober – Anders Gustaf Jönsson, svensk hemmansägare och riksdagsman. (död 1917)
- 15 oktober – Isabella Bird, brittisk upptäcktsresande, författare, fotograf och naturalist. (död 1904)
- 18 oktober – Fredrik III, tysk kejsare och kung av Preussen. (död 1888)
- 23 oktober – Basil Lanneau Gildersleeve, amerikansk klassisk filolog. (död 1924)
- 26 oktober – John Willock Noble, amerikansk politiker och jurist. (död 1912)

#### November
- 1 november – Robert Arfwedson, svensk godsägare och riksdagspolitiker. (död 1900)
- 8 november – Robert Bulwer-Lytton, brittisk diplomat och poet. (död 1891)
- 11 november – John George Brown, amerikansk målare. (död 1913)
- 19 november – James Garfield, amerikansk politiker, USA:s president 4 mars–19 september 1881. (död 1881)
- 21 november – John Franklin Miller, amerikansk republikansk politiker och general, senator 1881–1886. (död 1886)
- 30 november – Phineas Hitchcock, amerikansk republikansk politiker, senator 1871–1877. (död 1881)

#### December
- 27 december – Lucius Fairchild, amerikansk militär, politiker och diplomat, guvernör i Wisconsin 1866–1872. (död 1896)

## Avlidna

### Första kvartalet

#### Januari
- 2 januari – Barthold Georg Niebuhr, 54, dansk-tysk historiker och politiker.
- 6 januari – Rodolphe Kreutzer, 64, fransk violinist, kompositör, lärare och dirigent.
- 14 januari – Henry Mackenzie, 85, skotsk författare.

#### Februari
- 3 februari – Thomas Hope, 61, engelsk konstsamlare och författare.
- 9 februari – Ernst Schimmelmann, 83, dansk politiker.

#### Mars
- 12 mars – Friedrich von Matthisson, 70, fransk författare.

### Andra kvartalet

#### April
- 11 april – Carl Edvard Gyldenstolpe, 60, finländsk friherre och ämbetsman.

#### Maj
- 21 maj – Andreas Arfwidsson, 45, svensk konstnär.

#### Juni
- 27 juni – Sophie Germain, 55, fransk matematiker.
- 29 juni – Heinrich Friedrich Karl vom und zum Stein, 73, tysk politiker.

### Tredje kvartalet

#### Juli
- 4 juli – James Monroe, 73, amerikansk politiker, USA:s president 1817–1825.
- 18 juli – Adolf Fredrik Munck, 82, svensk hovfunktionär under Gustav III.

#### Augusti
- 24 augusti – August von Gneisenau, 70, preussisk greve och fältmarskalk.

#### September
- 28 september – Philippine Engelhard, 74, tysk poet.

### Fjärde kvartalet

#### Oktober
- 14 oktober – Jean-Louis Pons, 69, fransk astronom.

#### November
- 14 november – Georg Wilhelm Friedrich Hegel, 61, tysk filosof.

#### December
- 23 december – Emilia Plater, 25, polsk-litauisk revolutionär och nationalhjälte.

### Okänt datum
- Charlotta Richardy, svensk textilfabrikör.

### Fotnoter
1. 1 2  World Statesmen
2. ↑  Intervju med VLT[död länk]
3. ↑  Bishop, R.E.D. (1979). Vibration (2nd). Cambridge University Press. ISBN 0521227798
4. ↑  Jockeyklubben
5. ↑  ”Årtal och händelser i Jönköping”. Arkiverad från originalet den 29 juli 2016. https://web.archive.org/web/20160729081535/http://maltell.se/historia/databas/search/kronologiviewmobil1800.php. Läst 12 februari 2011.
6. ↑  World Statesmen
7. ↑  ”USA:s militära insatser i utlandet 1798-2004”. Arkiverad från originalet den 9 december 2013. https://web.archive.org/web/20131209174005/http://www.history.navy.mil/library/online/forces.htm. Läst 30 januari 2011.